# Афракур
Афракур (фр. Affracourt) насеље је и општина у североисточној Француској у региону Лорена, у департману Мерт и Мозел која припада префектури Нанси.
По подацима из 2011. године у општини је живело 107 становника, а густина насељености је износила 19,24 становника/km². Општина се простире на површини од 5,56 km². Налази се на средњој надморској висини од 258 метара (максималној 327 m, а минималној 239 m).

## Демографија
| 1962. | 1968. | 1975. | 1982. | 1990. | 1999. | 2011. |
| ----- | ----- | ----- | ----- | ----- | ----- | ----- |
| 98    | 93    | 90    | 106   | 117   | 114   | 107   |

График промене броја становника у току последњих година